# Gaye (Name)
Gaye ist in verschiedenen Sprachen ein Vor- oder Familienname. 
Im Englischen handelt es sich um einen männlichen wie weiblichen Vornamen; im Türkischen um einen weiblichen Vornamen arabischer Herkunft mit der Bedeutung Wunsch, Ziel; in Westafrika, u. a. in Gambia, ist Gaye ein Familienname.